# آدن‌هورن
آدن‌هورن (به هلندی: Oudenhoorn) یک منطقهٔ مسکونی در هلند است که در Nissewaard واقع شده‌است. آدن‌هورن c نفر جمعیت دارد.